# 平岡建築デザイン

株式会社平岡建築デザイン（ひらおかけんちくデザイン）は、大阪市西区阿波座に本拠を置く一級建築士事務所。

## 概要
2000年に夫婦で開設。2人ともにディスプレイデザイン会社の出身で内装を得意分野とする。「デザインそのものがスタンスを表す」意匠特化型の設計を特徴とする。大阪と東京を基点に、医院、歯科、クリニック、病院、個人住宅、社屋、店舗などの建築設計、内装設計を手掛る。特にクリニックに強く、数々の賞を受賞。設計に際しては、敷地や周辺環境、施主の想いなどの諸条件のヒアリングを重視。窓からの景観や採光、通風などを考慮した開口部の設計や、夜間のライティングによる演出も重視する。木や石、金属、硝子など様々な素材の自在な組み合わせと、家具や照明器具、ファブリックに至るまでのコーディネートを行い、良い意味で"予想を裏切るような驚き"を提供していると評されることがある。
開設当時は、医療をサービス業としてとらえる視線が業界ではまだ乏しく、医療従事者が使いやすいかどうかだけが求められていた時代であったが、平岡らは診療所のエンドユーザーを患者と捉え、ホテルのホスピタリティにならうように、患者の視覚的な心理に配慮した設計を繰返した結果、いつしか医療従事者側の意識にも変化を起こさせることに成功した。
建物をつくることはある期間、その場所を預かり、完成して街に返す」という考え方に基づき、密集地などでも建物内部に空きや緑を取り込む。また、建築設計は施主の潜在意識を引き出し、具現化すること、あるいは施主が気付かないことをアドバイスするのが役目と考え、店舗であれば客、医院であれば患者の視点からアドバイスを行う。
大阪の街には、緑が少なすぎると考え、地域のまちづくりコミュニティーで、街に緑を増やす計画を進めている。長堀21世紀計画の会が発表した「長堀・心斎橋・南船場街づくり提言書」では南船場四丁目を担当。具体的な提案を行う。

### 特徴
医療施設特有の、診療科目ごとに異なる合理性や機能性を把握した上で、患者ばかりでなく、医療従事者も心地良く働くことができる空間造りに定評がある。社屋のデザインでは、地域のランドマークとなるようなメディアとしての機能が担えるような建物を目指し、会社の好感度、集客や利益の向上のほか、社員の帰属意識やモチベーションの向上までを狙った空間を提案。
住宅では、「気持ちがいいこと」は重要な機能と捉え、施主の潜在的な要望を「驚き」とともに引き出し、季節や天候、時間により変化する状態を空間として設計し、繊細で多様な快適を提供するとし、「きれいな空間と快適な時間を提供すること」、「施主の個性、業態や地域の固有性を発展的に活かすこと」、「予算を有効活用すること」をコンセプトとする。
コンペ案件は選ぶ側に建築のプロがいないと建築的に良くないほうが選ばれるとの考えから断っている。

## 沿革
- 2000年 - 10月、平岡孝啓、平岡美香が、平岡建築デザイン一級建築士事務所を共同設立[9]。
- 2009年 - 5月、毎日放送『住人十色』にて"さくら舞台の家"が放映[9]。
- 2013年 - 関西テレビ『よ～いドン!』にて、"室津・街道の家"が放映[11]。

## 主な作品
| 名称                                       | 竣工年 | 所在地             | 国   | 状態   | 備考                                                                                 |
| ------------------------------------------ | ------ | ------------------ | ---- | ------ | ------------------------------------------------------------------------------------ |
| 矢野歯科医院                               | 2004年 | 広島県三原市       | 日本 |        | 日本建築家協会 優秀建築選2005、まちなみ住宅100選 奨励賞                              |
| 都会の中で自然と向き合う家                 | 2004年 | 大阪府大阪市生野区 | 日本 | 使用中 | 第22回住まいのリフォームコンクール 優秀賞、アイカリフォームデザインコンテスト 優秀賞 |
| 安田歯科医院                               | 2005年 | 京都府京都市中京区 | 日本 | 営業中 | 京都デザイン賞 2009年                                                                |
| 西吉野の柿つくり農家                       | 2006年 | 奈良県五條市       | 日本 | 使用中 | 改装 / 四国化成 2007施工写真コンテスト 優秀賞                                        |
| 梅田皮膚科クリニック                       | 2011年 | 兵庫県伊丹市       | 日本 | 営業中 | 施工作品コンクール(四国化成・外装､舗装材部門）最優秀賞                               |
| Oka dental clinic                          | 2012年 | 和歌山県岩出市     | 日本 | 営業中 | 新築                                                                                 |
| いぬい小児科                               | 2013年 | 大阪府大阪市西区   | 日本 | 営業中 | 新築                                                                                 |
| 橋本整形外科リウマチクリニック             | 2013年 | 兵庫県神戸市西区   | 日本 | 営業中 | 改装                                                                                 |
| とみ皮膚科クリニック                       | 2015年 | 静岡県富士市       | 日本 | 営業中 | 鉄骨造2階建 / NICHIHA SIDING AWARD 2015グランプリ                                    |
| 木下レディースクリニック（旧木下産婦人科） | 2015年 | 滋賀県大津市       | 日本 | 営業中 | 増築 改装 鉄筋コンクリート平屋建 / NICHIHA SIDING AWARD2016リフォーム賞              |
| えんどう歯科クリニック                     | 2015年 | 岩手県             | 日本 | 営業中 | 一関市 景観まちづくり賞                                                              |
| くまの歯科医院                             | 2015年 | 大阪府堺市中区     | 日本 | 営業中 | 新築 木造2階建                                                                       |
| 横浜ゆうみらい小児歯科・矯正歯科           | 2016年 | 神奈川県横浜市     | 日本 | 営業中 | 新築                                                                                 |
| リゾートライフリノベーション               | 2018年 | 京都府             | 日本 | 使用中 | ザ・ベスト・オブ「ミーレのある住まい」 2016グランプリ                                |
| 株式会社 芝田化工設計 社屋建替プロジェクト | 2018年 | 大阪府堺市         | 日本 | 使用中 | 鉄骨造3階建 / 堺市景観賞                                                             |
| 北坂歯科・矯正歯科クリニック               | 2022年 | 大阪府和泉市       | 日本 | 営業中 | 新築 木造2階建                                                                       |
| 善院（うるはいん）                         | 2022年 | 奈良県奈良市       | 日本 | 営業中 | 改築 木造2階建                                                                       |

## 受賞歴
- 2004年 「矢野歯科医院」 - まちなみ100選 奨励賞
- 2005年 「都会の中で自然と向き合う家」 - 住まいのリフォームコンクール 優秀賞
- 2006年 「矢野歯科医院」 - 日本建築家協会 優秀建築選2005選出
- 2006年「都会の中で自然と向き合う家」 - アイカリフォームデザインコンテスト優秀賞
- 2007年 「西吉野の柿つくり農家」 - 四国化成2007施工写真コンテスト優秀賞
- 2008年「都会の中で自然と向き合う家」 - 第22回住まいのリフォームコンクール優秀賞
- 2009年 新建築社 SMOKERSSTYLE. 2009. 佳作
- 2009年 「安田歯科医院」 - 京都デザイン賞 入選
- 2009年 「ビグディー サロン 棗」 -  新建築 SMOKERS’STYLE COMPETITION 2009入賞
- 2011年 「梅田皮膚科クリニック」 - 施工作品コンクール(四国化成・外装､舗装材部門）最優秀賞
- 2017年 「とみ皮膚科クリニック」 -  NICHIHA SIDING AWARD 2015グランプリ
- 2017年「木下産婦人科」 - NICHIHA SIDING AWARD2016リフォーム賞
- 2017年「えんどう歯科クリニック」 - 一関市 景観まちづくり賞
- 2017年「リゾートライフリノベーション」 - ザ・ベスト・オブ「ミーレのある住まい」 2016グランプリ
- 2020年「株式会社 芝田化工設計 社屋建替プロジェクト」 - 堺市景観賞

## 所在地
- 大阪オフィス

大阪市西区阿波座1-7-12　東新ビル3F
- 東京オフィス

東京都中央区日本橋3-2-14 日本橋KNビル 4F 